# آنجلا کامپانلا
آنجلا کامپانلا (ایتالیایی: Angela Campanella؛ زادهٔ ۲۴ ژوئیهٔ ۱۹۶۳) یک هنرپیشه اهل ایتالیا است.
از فیلم‌ها یا برنامه‌های تلویزیونی که وی در آن نقش داشته است می‌توان به بمب‌افکن اشاره کرد.